# Estación de Dinhard
La estación de Dinhard es una estación ferroviaria de la comuna suiza de Dinhard, en el Cantón de Zúrich.

## Historia y situación
La estación de Dinhard fue abierta en el año 1875 con la inauguración de la línea Winterthur - Etzwilen por parte del Schweizerischen Nationalbahn (SNB), que sería absorbido por el Schweizerische Nordostbahn (NOB), el cual a su vez se integró en 1902 en los SBB-CFF-FFS.
La estación se encuentra ubicada en las afueras del suroeste del centro urbano de Dinhard, en las cercanías de la localidad de Welsikon. Consta de un único andén lateral al que accede una vía pasante.
La estación está situada en términos ferroviarios en la línea férrea Winterthur - Etzwilen. Sus dependencias ferroviarias colaterales son la estación de Seuzach hacia Winterthur y la estación de Thalheim-Altikon en dirección Etzwilen.

## Servicios ferroviarios
Los servicios son prestados por SBB-CFF-FFS:

### S-Bahn Zúrich
La estación está integrada dentro de la red de trenes de cercanías S-Bahn Zúrich, y en la que efectúan parada los trenes de una línea perteneciente a S-Bahn Zúrich:
- S 29 Winterthur – Seuzach - Stein am Rhein